# تنیتس لگنیتسکی
تنیتس لگنیتسکی (به لاتین: Tyniec Legnicki) یک منطقهٔ مسکونی در لهستان است که در Gmina Ruja واقع شده‌است.